# Борисов, Анатолий Анатольевич
Анатолий «Toli Wild» Борисов (род. 26 августа 1992 Брянск, Брянская область, Россия) — российский рок-музыкант, фронтмен группы Wildways (ex. Sarah Where Is My Tea)

## Биография
Анатолий Борисов родился 26 августа 1992 года, в Брянске. С детства начал питать интерес к музыке, в подростковом возрасте открыв для себя такие коллективы как Amatory, Bullet For My Valentine, Suicide Silence и ранние релизы Bring Me the Horizon. Параллельно начал пробовать себя в различных видах экстрим-вокала, практикуясь в основном у себя дома. На занятие вокалом его вдохновил больше всего Игорь Капранов из Amatory. Позднее музыкант признался, что гораздо больше любил более мелодичную музыку, нежели дэткор, и его заинтересованность этим жанром была навеяна модой. Позднее, в 2009 году, совместно с Сергеем Новиковым и Кириллом Аюевым из Рязани собрали группу под названием Sarah Where Is My Tea. Параллельно музыкальной деятельности, занимался фрилансом, создавая дизайн для разного рода мерча. На протяжении всего существования SWIMT группа много турила в странах Европы, где имела большую популярность, нежели на родине.
В 2015 году группа объявила о смене названия на Wildways (в интервью каналу ХЭНГОВЕР Борисов упомянул что на это повлиял Денис Шафоростов, поскольку со старым названием добиться большего успеха было бы тяжело). В конце 2015 года группа отправилась в США, где совместно с продюсером Кэмероном Майзеллом (Memphis May Fire, Crown The Empire, Woe, Is Me) записали дебютный альбом Into the Wild под новым брендом. В 2016 году объявил о начале сольного творчества под псевдонимом T.Wild, выпустив песню «За руку», где попробовал себя в новом звучании, ориентрованном на клауд-рэп и R&B.

## Семья и личная жизнь
Изначально Анатолий предпочитал не афишировать свою личную жизнь. Известно, что на протяжении нескольких лет встречался с художницей Викторией Бис, которая так же занималась некоторыми обложками для релизов Wildways. В начале 2023 года пара рассталась. Летом 2023 года Wildways объявили о релизе песни «Я тебя тоже», при участии российской поп-певицы Mary Gu. В январе 2024 года Анатолий рассказал у себя в Instagram о том что они с Марией с лета 2023 состоят в отношениях. В июле 2024 года пара объявила о помолвке, и 19 сентября того же года поженились. С 2016 по 2023 год проживал в Санкт-Петербурге, в данный момент проживает в Москве.
Имеет старшую сестру.

## Дискография
Sarah Where Is My Tea
- 2009 Sarah Where Is My Tea (EP)
- 2011 Desolate (альбом)
- 2013 Love and Honor

Wildways
- 2016 Into the Wild
- 2018 Day X
- 2019 Нью Скул
- 2020 Anna
- 2023 Симптомы
- 2025 TBA